# Gundakar Thomas von Starhemberg
Gundakar Thomas von Starhemberg (Vienna, 14 dicembre 1663 – Praga, 8 luglio 1745) è stato un economista e politico austriaco.
Tra i più esperti funzionari di stato austriaci in materia economica durante il primo Settecento, il suo apporto fu fondamentale per la gestione delle finanze pubbliche durante la Guerra di successione spagnola. Fu nonno materno dello statista austriaco Franz de Paula Gundaker von Colloredo-Mansfeld.

## Biografia
Proveniente da una famiglia aristocratica austriaca di rango comitale, Gundakar Thomas era figlio terzogenito del conte Konrad Balthasar e della sua seconda moglie, la contessa di origini italiane Franziska Katherina Cavriani. Suo fratello fu il conte Ernst Rüdiger von Starhemberg, famoso per essere stato uno dei più valorosi difensori della città di Vienna durante l'assedio dei turchi del 1683.
Destinato inizialmente dalla famiglia alla carriera ecclesiastica, nel 1677 divenne canonico a Olomouc, entrando due anni più tardi nel Collegio Germanico-Ungarico di Roma al fine di compiere i propri studi. Proprio mentre studiava a Roma, ad ogni modo, Gundacker Thomas scoprì di non essere portato per tale carriera e chiese al padre di terminare le lezioni e di poter fare ritorno a casa. Rapidamente fece carriera al servizio del governo austriaco sotto la direzione del fratello maggiore, affiancando il principe Eugenio di Savoia nelle questioni finanziarie relative all'amministrazione dell'esercito imperiale. Raggiunse l'incarico di vicepresidente di sezione della Hofkammerrat nel 1698 e poi consigliere privato dell'imperatore Leopoldo I dal 1700. Dal 1763 al 1715 fu presidente della conferenza finanziaria segreta di stato.
Col nuovo imperatore, Carlo VI, esercitò una notevole influenza politica dal momento che si impegnò il più possibile per risanare le finanze di stato gravemente provate dalle campagne militari vittoriose condotte dal principe Eugenio di Savoia.
Nel 1741 durante la crisi sorta per la salita al trono di Maria Teresa, fu nuovamente impegnato nel campo delle finanze evitando il tracollo delle finanze di stato.
Suo fratellastro maggiore fu Ernst Rüdiger von Starhemberg, noto maresciallo eroe con altri dell'Assedio di Vienna. Alla morte di questi ne sposò la vedova, la contessa Josefa Jörger. Gundakar era già vedovo a sua volta della contessa Beatrix Daun, vedova Losenstein († 1685).
Dal 1727 fu anche tutore ed educatore di un suo nipote, Georg Adam von Starhemberg, che divenne in seguito ministro plenipotenziario per i Paesi Bassi austriaci e consigliere intimo di Maria Teresa. È oggi ricordato con una statua ad altorilievo sul Monumento a Maria Teresa a Vienna.

## Matrimonio e figli
Il 13 gennaio 1688 sposò la contessa Beatrix Franziska von Daun, figlia del feldmaresciallo austriaco Wirich Philipp von Daun dalla quale ebbe tre figli:
- Maria Josepha (1689-1767)
- Franz Wolfgang (1691-1743), sposò la cugina Maria Antonia von Starhemberg; sua figlia primogenita sposerà il noto statista Wenzel Anton von Kaunitz-Rietberg
- Maria Theresia (1694-1752)

Alla morte della prima moglie, il 3 febbraio 1707 si sposò con Maria Josepha Irene Jorger zu Tollet, dalla quale ebbe altre due figlie:
- Marie Gabrielle (1707-1793), sposò il conte Rudolph Joseph von Colloredo-Waldsee, vice cancelliere dell'Impero
- Maria Dominika (1710-1736)